# Grubenbahnen Messel
Die Grubenbahnen Messel waren unterschiedliche Bahnsysteme, die während der Zeit des aktiven Abbaus in der Grube Messel dort zum Abtransport der Bergbauprodukte und des Abraums eingesetzt wurden.

## Voraussetzungen
In der Grube Messel wurde von den 1870er Jahren bis 1971 bituminöser Tonstein (umgangssprachlich: Ölschiefer) abgebaut und seit 1884 verschwelt, um Erdölprodukte zu gewinnen. Die Grube und die Schwelerei waren über ein Anschlussgleis an den Bahnhof Messel und die Bahnstrecke Darmstadt-Aschaffenburg der Hessischen Ludwigsbahn (später: Preußisch-Hessische Eisenbahngemeinschaft und deren Rechtsnachfolger) angeschlossen.

## Pferdebahn
Die anfängliche Abfuhr des Bergbauprodukts und des Abraums mit Pferdefuhrwerken wies schon bald eine zu geringe Kapazität auf. Deshalb wurde eine Pferdebahn in der Spurweite 600 mm errichtet. Bergauf wurden deren Wagen von Pferden gezogen, bergab rollten sie frei und wurden am Ende des Gefälles mit Schleifbohlen gebremst. Diese Förderstrecke wurde als „Rollbahn“ bezeichnet. Eingesetzt wurden Wagen aus massivem Eichenholz mit einem Fassungsvermögen von einem halben Kubikmeter, die so stabil gebaut waren, dass sie bis ca. 1960 verwendet wurden.

## Kettenbahn
Nachdem durch steigende Fördermengen auch die Kapazität dieses System erschöpft war, wurde die Zugkraft für die Wagen ab 1889 auf eine mechanische Kettenbahn umgestellt. Deren Antriebsstation befand sich unmittelbar neben der Aufbereitungsanlage am Grubenrand. Beide wurden mit Gasmotoren angetrieben. Die Entscheidung für diese Technik fiel, da der Ölschiefer brennbar ist und der Einsatz von kohlebefeuerten Dampflokomotiven deshalb zu gefährlich war. Die Kettenbahn bewährte sich hervorragend, so dass das System ständig ausgebaut wurde. Schließlich bestanden zwei zweigleisige Förderstrecken, jeweils mit Zweigstrecken, eine Strecke von der Aufbereitungsanlage zu einer Halde, wo nicht schwelwürdiger Ölschiefer abgelagert wurde und eine Strecke zwischen Kesselhaus und Schwelerei einerseits und der Schlackehalde andererseits. Hier wurden eiserne Kipploren eingesetzt, da der Schwelrückstand bei bis zu 300 Grad Celsius zum Abkippen aus den Öfen geholt wurde. Seit 1950 kamen 80 cm breite Förderbänder zum Einsatz, welche die Kettenbahnen bis 1963 ablösten.

## 600-mm-Bahn
Das nicht brennbare taube Gestein wurde seit den 1890er Jahren mit einer 600 mm-Schmalspurbahn, die mit Dampflokomotiven betrieben wurde, zur Abraumhalde gefahren. Diese lag zunächst westlich der Grube. Eingesetzt wurden dazu hölzerne Wagen mit einem Fassungsvermögen von ca. einem Kubikmeter, die herausnehmbare Seitenwände hatten und von Hand leer geschaufelt werden mussten.
Diese Bahn wies zunächst kurze Strecken und geringe Steigungen auf. 1924 wurde eine neue Abraumhalde nordöstlich der Grube eingerichtet. Dazu musste die Bahn nun nördlich um die Grube herumgeführt werden, eine 1,5 km lange Strecke.

## 900-mm-Bahn

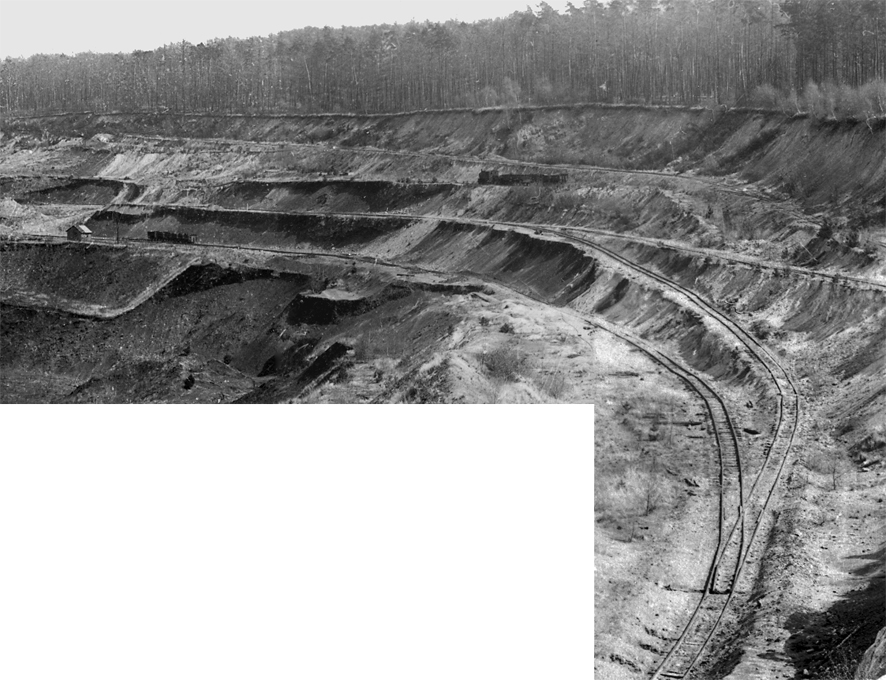
Spitzkehren der Abraumbahn am südlichen Grubenrand

1932 wurde das System auf 900 mm umgespurt. Zusätzlich wurden im Bereich der Abraumhalde 5 km Gleise verlegt und ein Betriebsbahnhof südlich davon eingerichtet. Durch die zunehmend größere Abbautiefe musste die Grube bahnseitig neu erschlossen werden. Das erfolgte ab 1940 von Süden her. Der Höhenunterschied wurde über mehrere Abbausohlen mit einer Sägefahrt über zuletzt fünf Spitzkehren bewältigt. Diese Erschließung wurde an das bestehende, hauptsächlich nördlich der Grube verlaufende System am Betriebsbahnhof angeschlossen. Am Ende des Zweiten Weltkriegs bestand der Fuhrpark aus neun Dampflokomotiven, 64 eisernen Abraumwagen und einigen Sonderfahrzeugen. Die Grubenbahn hatte eine eigene Reparaturwerkstätte für die Fahrzeuge und eine Gleisbauwerkstätte.

## Ende des Grubenbahnbetriebes
Die stetig sich vergrößernde Abbautiefe ließ den Bahnbetrieb über die Spitzkehren auf länger werdenden Strecken immer aufwändiger werden. Die gute Erfahrung beim Transport des Ölschiefers mit dem 80 cm breiten Förderband wurde deshalb auch auf den Abraum übertragen. Damit konnte eine viel stärkere Steigung auf einer viel kürzeren Strecke überwunden werden. 1951 wurde deshalb die Abraumbahn durch ein 1100 m langes Förderband ersetzt.